# كارل براون (سياسي)
كارل براون (بالألمانية: Karl Braun)‏ هو كاتب ومحامي وسياسي ألماني، ولد في 20 مارس 1822 في هادامار في ألمانيا، وتوفي في 14 يوليو 1893 في فرايبورغ في ألمانيا. حزبياً، نشط في الحزب الليبرالي القومي (ألمانيا) وLiberal Union (Germany) ‏. وقد انتخب Member of the Customs Parliament ‏ وانتخب عضو مجلس النواب البروسي وانتخب عضو مجلس النواب الألماني للإمبراطورية الألمانية.